# Leptoxis virgata
Leptoxis virgata là một lòa ốc nước ngọt trong họ Pleuroceridae. Đây là loài đặc hữu của Hoa Kỳ.